# 胜园街道
胜园街道，是中华人民共和国山東省东营市东营区下辖的一个乡镇级行政单位。

## 行政区划
胜园街道下辖以下地区：
科苑社区、东现河社区、南田社区、西现河村、王连村、东升村、陈家村、东商村、赵家村、姜王村、卢家村、北高村、丁家村、南王村和温家村。